# 린모
린모 (林 墨, 2002년 1월 6일 ~ ), 또는 황치린(黃其淋)는 중국의 가수이자 배우이다. 소속사는 위엔지화 문화이다. 상징색은 「찬란한 노랑」이다.  

## 생애
린모는 중국 충칭시에서 태어났다. 충칭시 위중구 런민로에서 학교를 졸업했고 어릴 때부터 여러 장르의 음악을 접했다. 그러나 대학은 상하이 희극학원의 뮤지컬 공연학과에 입학하여 현재 재학 중이다.

## 활동

### 2014년 ~ 2016년: 데뷔 및 활동
2014년, 'TF팀'에 합류하여 인턴으로 활동을 했다. 학업을 이유로 잠시 활동을 중단했다.
2016년, 캠퍼스 미스터리 드라마 《超少年密码》에 출연하였다. 이후 'TF팀'에서 탈퇴하였다.

### 2017년 ~ 2019년: 활동
2017년, 소속사를 위엔지화 문화로 옮긴 후 이안음악사1기생으로 데뷔하였다. 이때부터 예명인 린모를 사용하기 시작하였다. 같은 해 이안음악사로 《1218直播节花椒之夜》에서 신인 그룹상을 수상했다.
2018년, 이안음악사의 EP 《易安异能 亿分之六》를 발매하여 활동하였다. 같은 해 첫 솔로곡 《临摹青春》을 발매하였다.
2019년, 솔로곡 싱글 《海上 地上 天上》, 《和自己对话》을 발매하였다.

### 2020년 ~ 2021년: 활동
2020년, 솔로곡 싱글 《言浅情深》을 발매하였다. 
2021년, 청춘 캠퍼스 드라마 《少年如歌》이 방영되고, 솔로곡 싱글 《Make me wanna》을 발매하였다. 그 후 2021년 2월 17일부터 4월 24일까지 창조영 2021에 참여하여 최종 6위로 INTO1의 멤버가 되었다.

### 프로그램
| 일시                             | 방송사            | 제목                  | 비고                        |
| 2021년 2월 17일－2021년 4월 24일 | 텐센트 비디오     | 《창조영 2021》       | 참가자                      |
| 2021년 5월 3일                   | INTO1 공식 유튜브 | 《未知周刊! INTO1!》  | 보이 그룹 INTO1의 단독 예능 |
| 2021년 7월 11일                  | INTO1 공식 유튜브 | 《ONE事大吉! INTO1!》 | 보이 그룹 INTO1의 단독 예능 |

### 창조영 2021
| 편수 | 순위 | 등락      | 표 수 （응원도） | 등급  | 비고      |
| 2화  | 9위  | 순위 진입 | 표 수 미공개     | A→B→A |           |
| 3화  | 9위  | ▬         | 표 수 미공개     | A→B→A |           |
| 4화  | 6위  | ▲ 3       | 표 수 미공개     | A→B→A |           |
| 5화  | 6위  | ▬         |                  | A→B→A |           |
| 6화  | 5위  | ▲ 1       | 표 수 미공개     | A→B→A |           |
| 7화  | 8위  | ▼ 3       |                  | A→B→A |           |
| 8화  | 9위  | ▼ 1       | 표 수 미공개     | A→B→A |           |
| 9화  | 9위  | ▬         |                  | A→B→A |           |
| 10화 | 6위  | ▲ 3       | 13,700,082표     | A→B→A | 최종 데뷔 |